# Nơi huyền thoại bắt đầu
Nơi huyền thoại bắt đầu (tiếng Anh: Where the Legend Begins) là bộ phim phóng sự - tài liệu đậm chất sử thi về cuộc kháng chiến trường kỳ của dân tộc Việt Nam, trong đó, dãy Trường Sơn là một nguồn mạch mang tính biểu tượng.

## Lịch sử
Dãy Trường Sơn không chỉ là huyền thoại về con đường vận chuyển quân sự 559, mà còn là minh chứng sống động cho khát vọng mãnh liệt, ý chí thống nhất, sự hợp nhất không thể chia tách của dân tộc từ thuở các vua Hùng dựng nước. Càng trải qua thử thách nghiệt ngã, khát vọng ấy ngày càng định hình rõ ràng hơn trong tâm thức của các thế hệ người Việt, đúng như lời của Chủ tịch Hồ Chí Minh: 
"Nước Việt Nam là một, dân tộc Việt Nam là một, sông có thể cạn, núi có thể mòn, song chân lý ấy không bao giờ thay đổi!". 
Đậm đặc trong suốt 15 tập phim là những ký ức lịch sử được ghi lại bằng hình ảnh, bằng lời kể của người trong cuộc, lời bình của những người có trách nhiệm sau cuộc chiến, bằng những chất liệu sống, muôn màu, vượt qua thời gian. Những chất liệu sống động đó sẽ đưa khán giả đến với dòng suy tư rõ ràng và sâu lắng xung quanh những sự thật lịch sử đã vượt quá sức tưởng tượng của con người, lung linh như huyền thoại. Bộ phim lấy hình ảnh Trường Sơn để minh chứng và gợi ra một ý niệm tưởng chừng như bất tận ở cả hai chiều không gian và thời gian. Đó là ý niệm về chiều dài lịch sử dữ dội của một dân tộc trải qua nhiều thế hệ, những đời người nối tiếp nhau. Đó là độ bền bỉ chịu đựng của một dân tộc để vượt qua một cuộc chiến dài nhất trong lịch sử chiến tranh thế giới. Đó là sự đặc tả độ hùng vĩ của những chiến tích trải dài trên từng mỏm đá, bến sông, bờ lau ngọn cỏ, dọc suốt những cuộc trường chinh giữ nước, từ Nam Quan đến Cà Mau.

## Nội dung
Bộ phim này có 15 tập, bao gồm:
- Tập 1: Từ Âu Lạc đến Đại Nam
- Tập 2: Thời đại Hồ Chí Minh
- Tập 3: Chỉ một con đường
- Tập 4: Miền Nam sau hiệp định Genève
- Tập 5: Mở đường
- Tập 6: Trên đỉnh ý chí
- Tập 7: Xẻ dọc Trường Sơn
- Tập 8: Tiền tuyến gọi
- Tập 9: Người Mỹ và vũng lầy Nam Việt Nam
- Tập 10: Trường Sơn ngàn dặm
- Tập 11: Vượt qua sự bất tận
- Tập 12: Điểm hẹn 30 năm
- Tập 13: Và thời gian dừng lại
- Tập 14: Ký ức và sự thật
- Tập 15: Những bài học chiến tranh